# یوری سیسیکین
یوری سیسیکین (روسی: Юрий Фёдорович Сисикин؛ زادهٔ ۱۵ مهٔ ۱۹۳۷) شمشیرباز اهل اتحاد جماهیر شوروی سوسیالیستی بود.
وی در مسابقات کشوری و بین‌المللی در مجموع برندهٔ ۲ مدال طلا، ۲ مدال نقره شده‌است.